# Нікіткино (Ядринський район)
Нікі́ткіно (рос. Никиткино, чув. Ишекасси) — присілок у Чувашії Російської Федерації, у складі Великочурашевського сільського поселення Ядринського району.
Населення — 206 осіб (2010; 235 в 2002, 296 в 1979, 437 в 1939, 461 в 1926, 401 в 1897, 252 в 1859).

## Історія
Засновано у 19 столітті як околоток села Богородське (нині Велике Чурашево). До 1866 року селяни мали статус державних, займались землеробством, тваринництвом, ковальством, виробництвом одягу, лісозаготівлею. 1891 року відкрито церковнопарафіяльну школу, з 5 жовтня 1894 року — школа грамоти, у 1920-ті роки — початкова школа. На початку 20 століття діяв вітряк. 1930 року створено колгосп «Комбайн». До 1927 року присілок входив до складу Чиганарської та Тораєвської волостей Ядринського повіту. До 1939 року перебував у складі Ядринського району, у період 1939-1956 роки — у складі Совєтського району.

## Господарство
У присілку діють дитячий садок, клуб та магазин.